# Dasystole munita
Dasystole munita là một loài bướm đêm trong họ Geometridae.